# Геологічна структура
Геологі́чна структу́ра (рос. геологическая  структура, англ. geological stucture; нім. geologische Struktur f) —
1. Геологічна будова ділянки земної кори.
2. Форма залягання гірських порід.
3. Сукупність тектонічних форм ділянки земної кори, яка визначає особливості геологічної будови цієї ділянки (наприклад, складчасті, розривні, змішані структури).